# Cerrito de Tierra
Cerrito de Tierra är en ort i Mexiko.   Den ligger i kommunen Cuquío och delstaten Jalisco, i den centrala delen av landet, 400 km väster om huvudstaden Mexico City. Cerrito de Tierra ligger 1 803 meter över havet och antalet invånare är 151.
Terrängen runt Cerrito de Tierra är varierad. Runt Cerrito de Tierra är det ganska glesbefolkat, med 23 invånare per kvadratkilometer. Närmaste större samhälle är Ixtlahuacán del Río, 14,4 km väster om Cerrito de Tierra. Trakten runt Cerrito de Tierra består till största delen av jordbruksmark.